# Karačajevsk
Karačajevsk (rusky Карача́евск) je město v Karačajsko-čerkeské republice, na břehu řeky Kubáň v Kavkazu. Podle sčítání z roku 2015, ve městě žije 20 641 obyvatel.

## Historie
Karačajevsk byl založen v roce 1926, tehdy jako Georgievskoje. Později bylo město přejmenováno podle Anastáze Mikojana na Mikojan-Šachar. Od 5. října 1944 do 1. ledna 1957, bylo město součástí Gruzínské SSR.

## Demografie
Národnostní složení z roku 2002:
- Karačajové — 16 077 (72,7 %)
- Rusové — 3 610 (16,3 %)
- Oseti — 658 (3 %)
- Čerkesové — 299 (1,4 %)
- Nogajové — 239 (1,1 %)

## Partnerská města
- Verona, Itálie
- Ruen, Bulharsko

## Galerie

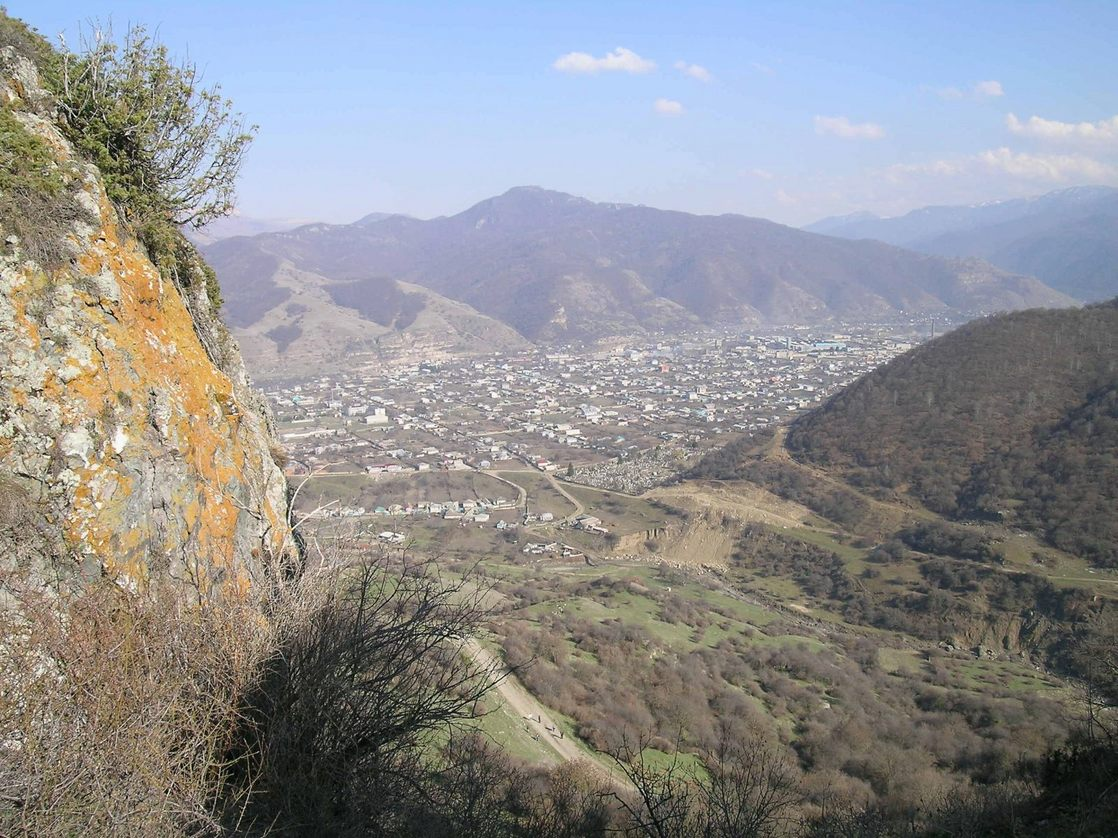
Pohled na celé město
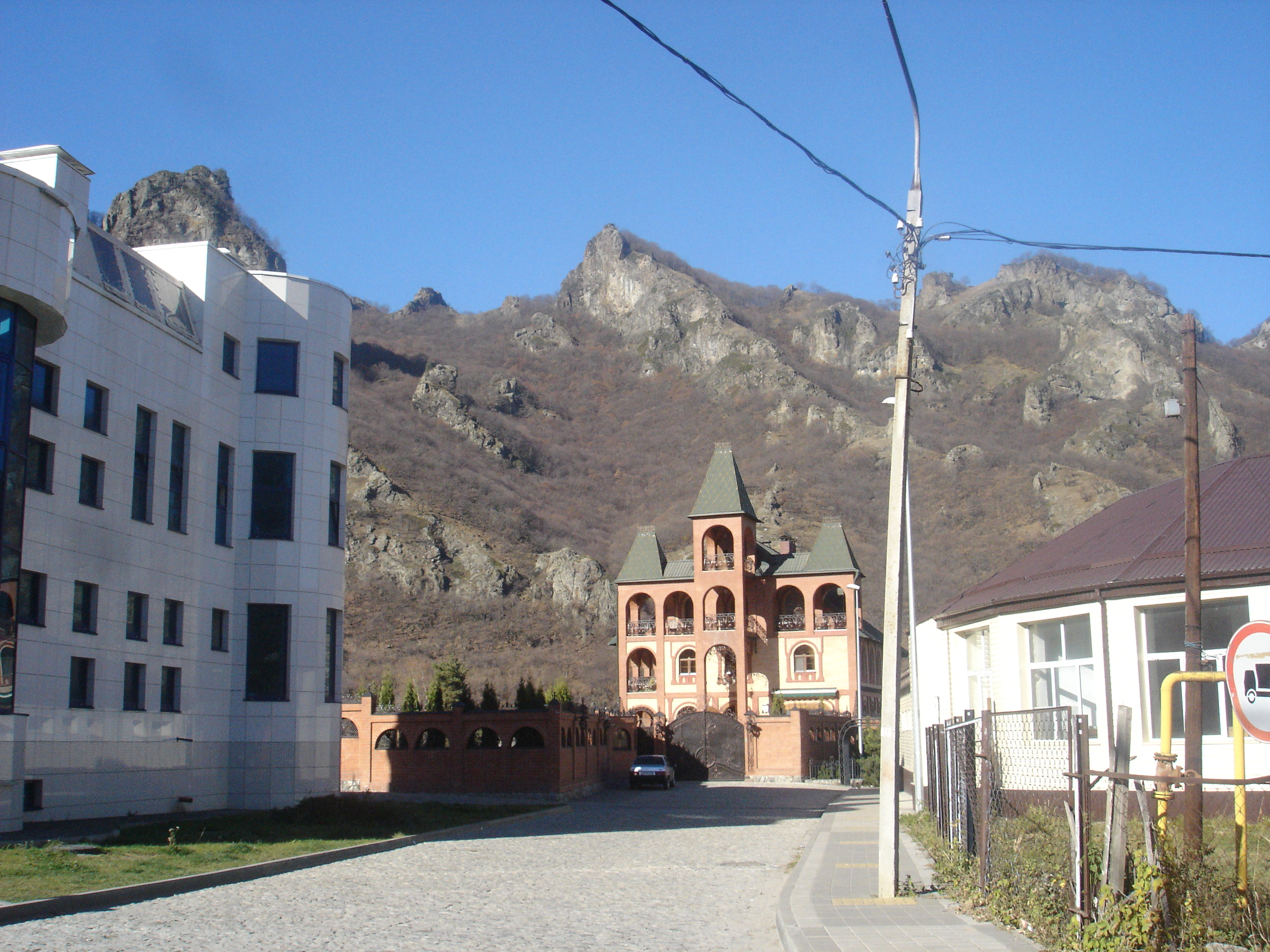
Město Karačajevsk
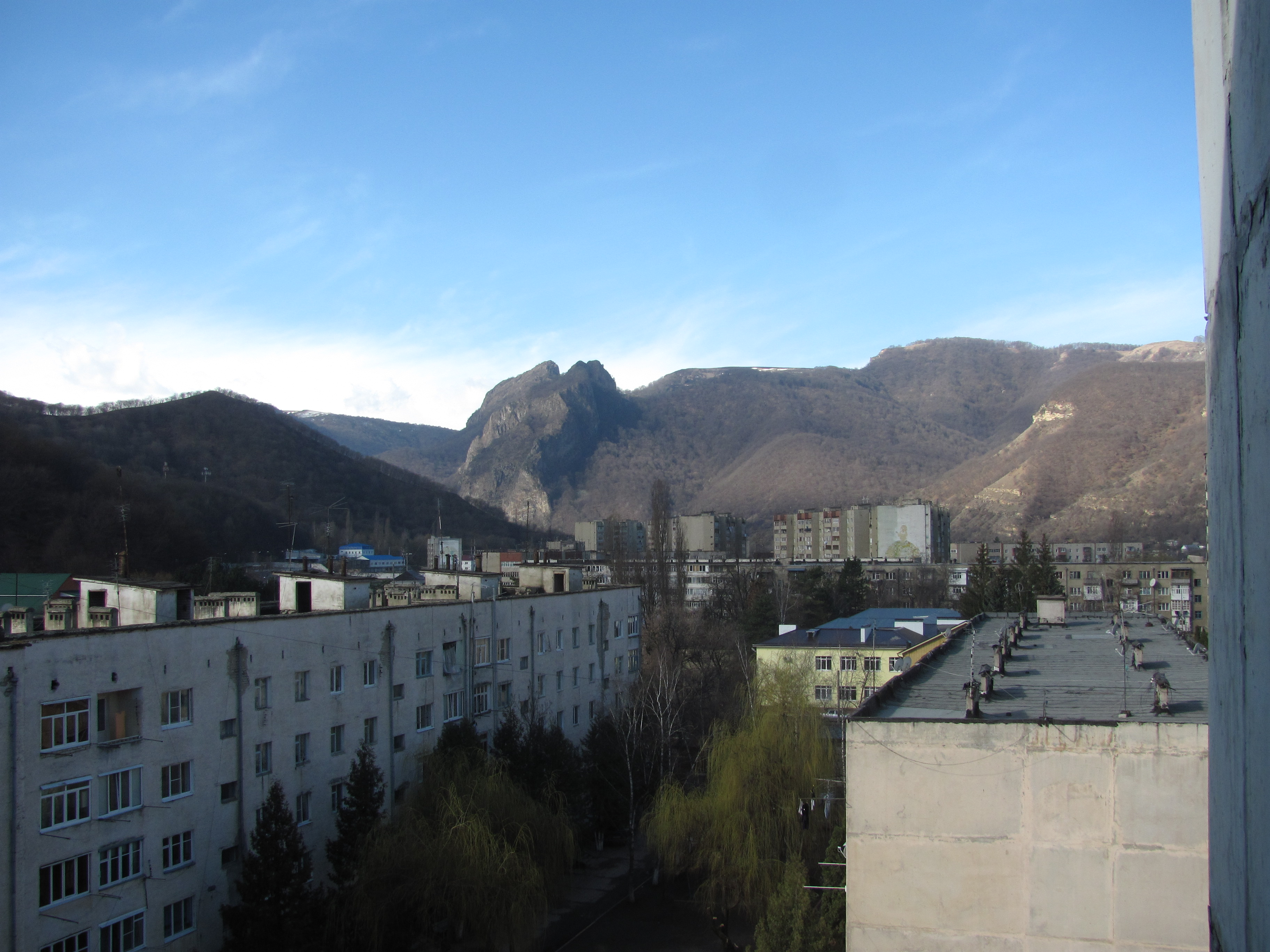
Pohled na město
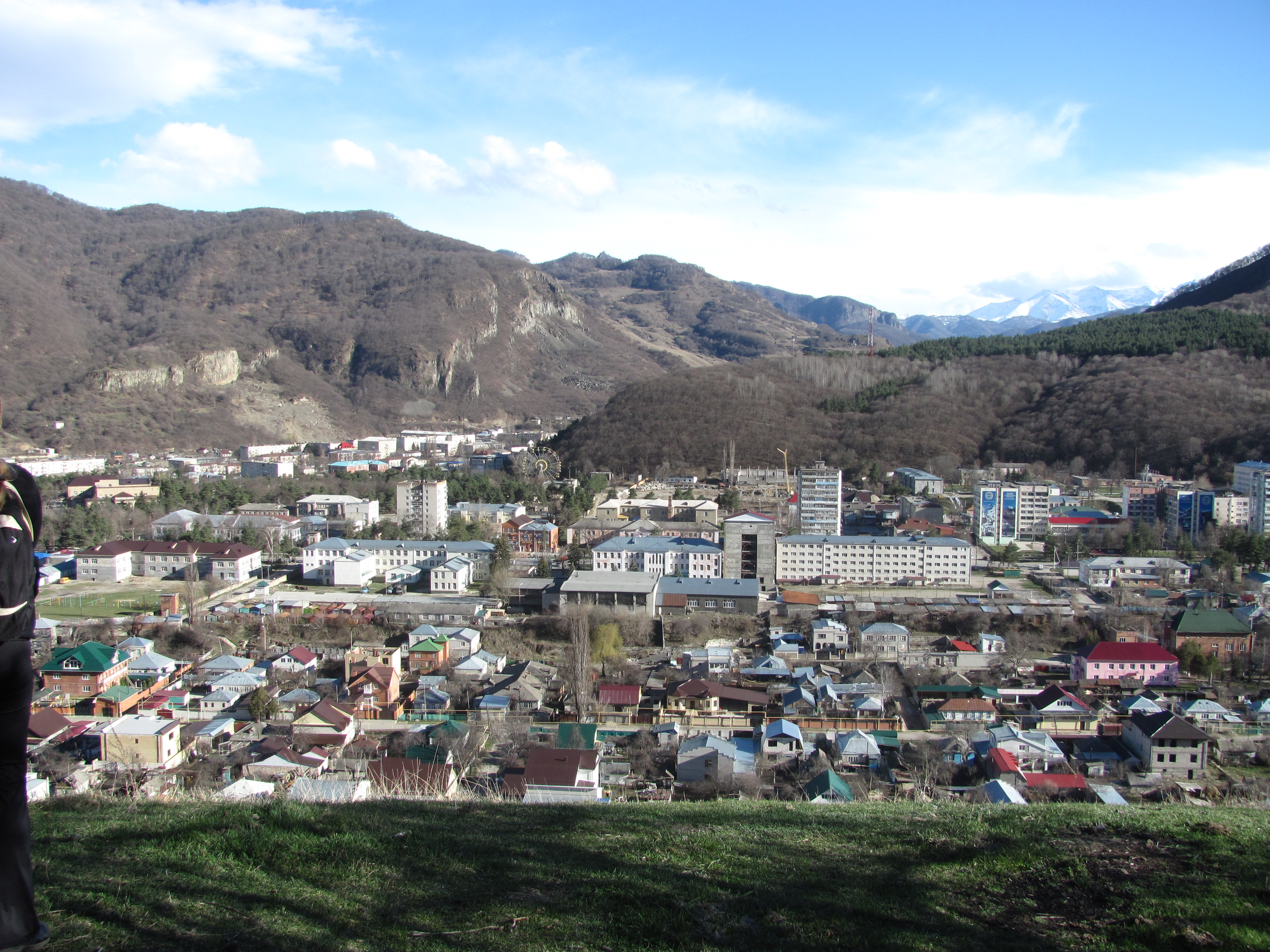
Pohled na město